# Baccara (rose)
Pour les articles homonymes, voir Baccara.

La rose 'Baccara' est l'une des roses les plus célèbres du monde avec plus de vingt-cinq millions d'exemplaires vendus depuis sa création.

## Origine
Elle est créée en 1954 par Francis Meilland de la maison Meilland et nommée d'après le jeu de baccara. Cette rose est un hybride de thé d'un rouge profond et soutenu qui conserve sa couleur, ce qui a fait sa renommée. Elle est nommée aussi Jacqueline, ou Grand Prix.

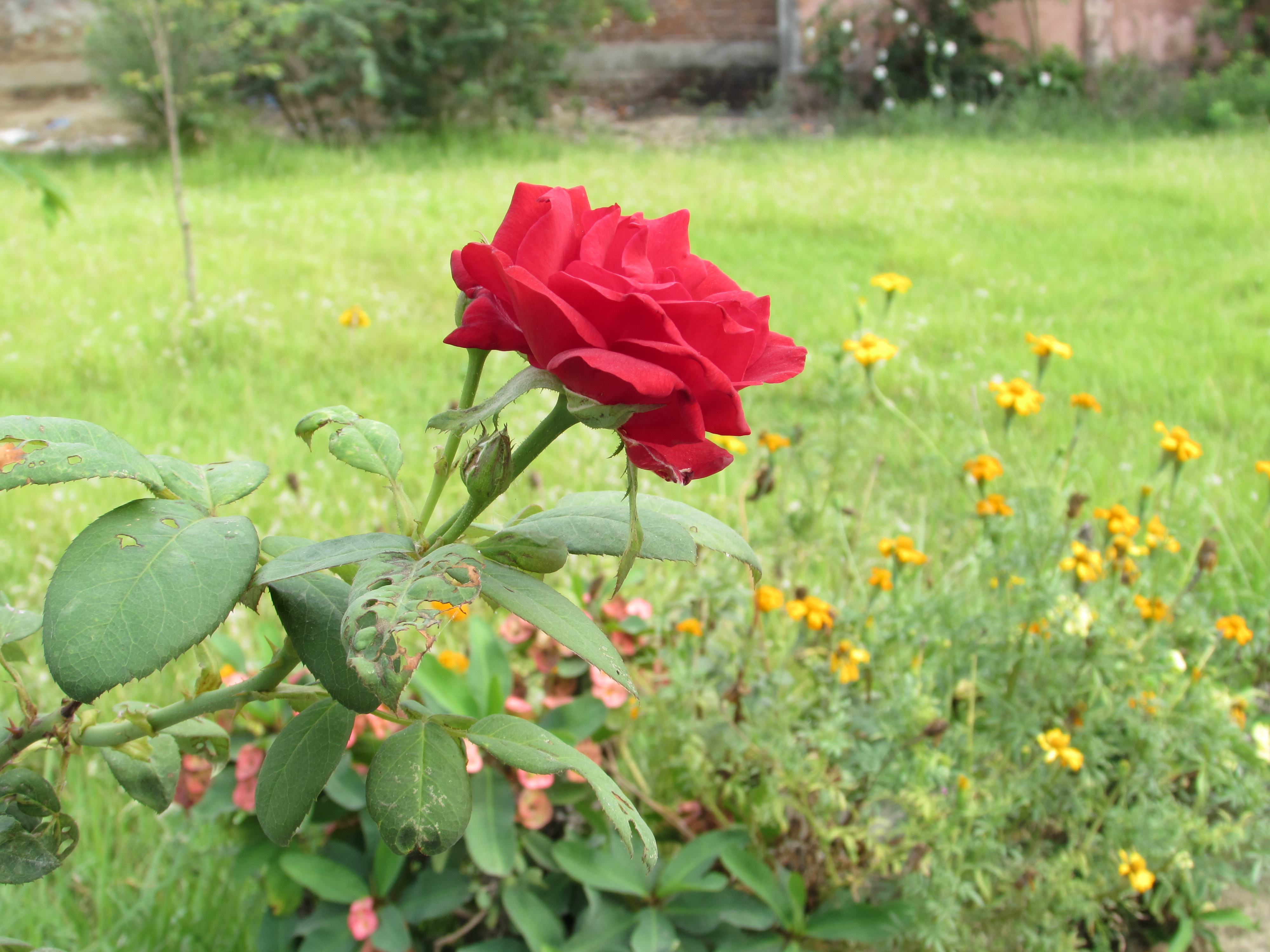
Rose 'Baccara'.

## Notoriété
'Baccara' est l'un des plus grands succès de la maison Meilland, après 'Madame Antoine Meilland' (Peace aux États-Unis, Gloria Dei en Allemagne et Gioia en Italie). La maison a sorti un 'Black Baccara' d'un rouge plus foncé, mais moins soutenu, issu de 'Baccara'.